# Bathygobius soporator
Bathygobius soporator es una especie de peces de la familia de los Gobiidae en el orden de los Perciformes.

## Morfología
Los machos pueden llegar a alcanzar los 15 cm de longitud total.

## Distribución geográfica
Se encuentra en el Atlántico oriental (desde Senegal hasta Angola), en el Atlántico occidental (desde Florida, Bermuda y Bahamas hasta Santa Catarina - Brasil -) y el Mar Mediterráneo.

## Observaciones
Es inofensivo para los humanos.